# David Axelrod (consultant politique)
Pour les articles homonymes, voir David Axelrod et Axelrod.

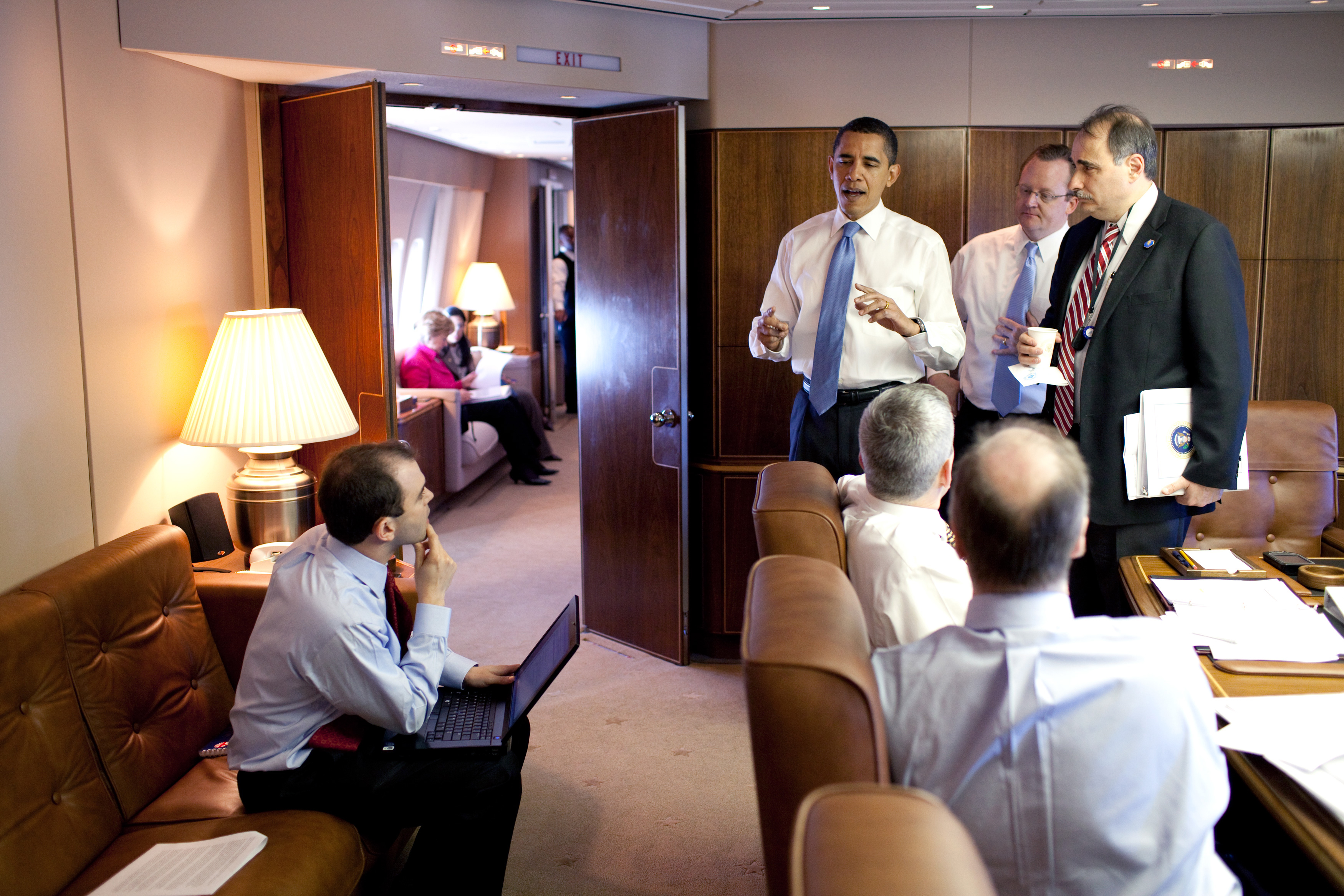
David Axelrod aux côtés de Barack Obama et du porte-parole de la Maison Blanche Robert Gibbs dans la salle de réunion d'Air Force One.

David Axelrod (né le 22 février 1955 à New York) est un consultant politique américain et conseiller du président Barack Obama.

## Biographie
Né au sein d'une famille new-yorkaise, d'un père psychologue et d'une mère journaliste, il s'intéresse tôt à la politique. Il deviendra journaliste politique au Chicago Tribune avant de créer son cabinet de consultant à Chicago dans le milieu des années 1980. Il va alors conseiller plusieurs hommes politiques, participant à leur campagne électorale. En 1987, il travaille sur la campagne victorieuse d'Harold Washington, le premier maire noir de Chicago. Il va par la suite aider plusieurs autres politiciens noirs dans leurs campagnes municipales dont Dennis Archer à Detroit, Michael R. White à Cleveland, Anthony A. Williams à Washington, D.C., Lee P. Brown à Houston ou John F. Street à Philadelphie. Axelrod sera également longtemps un conseiller en stratégie pour l'ancien maire de Chicago Richard M. Daley et se définit lui-même comme un « spécialiste des politiques municipales ».
En janvier 1990, Axelrod travailla comme consultant média pour la campagne non officielle pour la réélection du gouverneur de l'Oregon Neil Goldschmidt mais celui-ci renonça finalement à se représenter.
En 2002, Axelrod est engagé par le Parti libéral de l'Ontario pour aider Dalton McGuinty et son parti à conquérir le gouvernement de la province lors des élections d'octobre 2003. L'effet d'Axelrod sur la campagne victorieuse de l'Ontario se traduisit au travers l'appel du parti libéral aux « working families » et Axelrod conçut également le slogan du parti pour cette élection « Choose change ».
En 2004, Axelrod travailla pour la campagne présidentielle du démocrate John Edwards. Durant cette campagne, il perdit la responsabilité de la création des publicités mais continua à en être le porte-parole. Observant l'échec de la campagne d'Edwards, Axelrod commenta : « J'ai beaucoup de respect pour John, mais à un certain moment, le candidat doit emporter l'affaire (close the deal) et je ne peux vous dire pourquoi cela n'est jamais arrivé avec John. »
En 2006, Axelrod est consultant pour plusieurs campagnes, dont celle victorieuse d'Eliot Spitzer pour le poste de gouverneur de New York et celle de Deval Patrick pour le poste de gouverneur du Massachusetts. Axelrod travailla aussi en 2006 comme conseiller politique principal au sein du Comité démocrate de campagne présidé par le Représentant Rahm Emanuel pour les élections à la Chambre des représentants des États-Unis dans lesquelles les Démocrates gagnèrent 31 sièges.

## Campagne présidentielle de Barack Obama
Axelrod et Barack Obama se connaissaient depuis 1992. Obama consulta Alxelrod pour son discours antiguerre de 2002 et lui fit relire les épreuves de son livre, The Audacity of Hope avant sa publication.
Axelrod travailla comme chef stratégiste et conseiller média pour la campagne présidentielle d'Obama en 2008. Axelrod avait auparavant envisagé de faire une coupure pendant cette campagne car cinq des candidats — Barack Obama, Hillary Rodham Clinton, John Edwards, Christopher Dodd et Tom Vilsack — étaient d'anciens clients de son cabinet de conseil. Ses liens personnels avec Hillary Clinton rendaient aussi la chose délicate : l'ancienne Première dame avait en effet beaucoup aidé la fondation contre l'épilepsie,  Citizens United for Research in Epilepsy (CURE), cocréée par la mère et l'épouse d'Axelrod (leur fille souffre de problèmes de développement accompagnés de crises chroniques d'épilepsie). Cependant, Axelrod décida de participer à la campagne d'Obama dont il trouvait la candidature potentielle inspirante et historique. Il comparait souvent Obama à Robert F. Kennedy et déclara au Washington Post qu'il pensait que s'il « pouvait aider Barack Obama à entrer à la Maison Blanche, alors il aurait accompli quelque chose de grand dans sa vie ».

## Post élection
Après l'élection, Axelrod suit Barack Obama à la Maison Blanche, devenant l'un de ses principaux conseillers.
Début 2015, il devient conseiller d'Ed Miliband, candidat travailliste au poste de Premier ministre en vue des prochaines élections législatives.